# Marie-Anne Doublet
Marie-Anne Doublet, también conocida como Doublet de Persan, y cuyo apellido de soltera era Legendre (París, 23 de agosto de 1677 - París, mayo de 1768), fue una escritora francesa.